# Пирогова, Хельга Вадимовна
Хе́льга Вади́мовна Пирого́ва (род. 17 октября 1988, Новосибирск) — муниципальный депутат Совета депутатов города Новосибирска, ведущая YouTube-канала «Популярная политика». Получила известность в связи с антивоенными высказываниями и уголовным делом по ст. 207.3 за «фейки о ВС РФ».

## Биография
Родилась 17 октября 1988 года в Новосибирске. Окончила школу с гуманитарно-эстетическим уклоном. В университете занималась общественной деятельностью, в 2008 году была волонтёром на международных Дельфийских играх.
В 2011 году получила диплом Новосибирского государственного педагогического университета по специальности преподавателя дошкольной педагогики и психологии.
После университета работала в администрации Октябрьского района, курировала взаимодействие с высшими и средними специальными учебными заведениями, учреждениями молодёжной политики. В 2014 году ушла в маркетинг, занималась открытием ТРЦ «Галерея Новосибирск», участвовала в организации городских проектов и мероприятий, разрабатывала рекламные кампании для проектов в Новосибирске и Иркутске, работала в федеральных и международных компаниях. Приняла участие в работе благотворительного фонда «Ты можешь», который помогает детям, живущим в микрорайонах с неразвитой социально-культурной инфраструктурой.
Участвовала во всех крупных митингах в защиту прав горожан в Новосибирске. Организатор митинга против Леонида Слуцкого, соорганизатор митинга в поддержку Ивана Голунова.
31 января 2025 года Пирогова сообщила в социальных сетях, что у неё рак 4-й стадии.

## Антивоенные высказывания и уголовное преследование
В марте 2022 года она пришла на депутатскую сессию в синей вышиванке и венке из подсолнухов. Таким образом она решила выразить свой протест против вторжения России в Украину. Это сразу же вызвало резкое неприятие у председателя и других депутатов, которые предложили лишить её депутатского мандата. «На сессии сегодня цирк. Председатель не соблюдает регламент, его заместители орут, требуют отобрать у меня телефон и выгнать с заседания» — прокомментировала ситуацию Пирогова.
15 июля Пирогова в Твиттере прокомментировала заметку о похоронах погибших на Украине российских военнослужащих. «Это просто невыразимо, хочется их всех оживить, сильно надавать по щщам, и обратно пусть в могилы идут. А то зря, что ли, такие роскошные похороны устраивали», — написала депутат под описанием похорон, которые одна из вдов погибших назвала «невероятными». Позже Хельга удалила твит, но его скриншот к тому времени уже разошёлся по многим телеграм-каналам.
21 июля на Хельгу составили протокол по административной статье за дискредитацию ВС РФ, но после личного указания главы СК А. Бастрыкина 22 июля на неё завели дело по уголовной статье (207.3) о фейках. При этом дело об административном правонарушении не было прекращено и дошло до суда. Первое заседание назначено на 15 августа 2022 года. Таким образом, Пирогову пытаются привлечь одновременно и к административной и к уголовной ответственности за один и тот же твит. В СМИ сообщалось, что депутат находится на четвёртом месяце беременности. После возбуждения уголовного дела Хельга уехала из России в Грузию.
Заявление на Пирогову в Следственный комитет написал зам. председателя новосибирского заксобрания Андрей Панфёров («Единая Россия»), а также несколько региональных депутатов из ЛДПР и горсовета Новосибирска, которых связывают с депутатом Госдумы Дмитрием Савельевым.
Также с критикой Пироговой выступил мэр Новосибирска: «Я офицер советской армии, я служил в армии, я знаю, что это такое. Поэтому я плохо отношусь к любым негативным высказываниям в адрес нашей армии…Тем более, в адрес героев, которые защищали или защищают сейчас нашу Родину или за её пределами». Губернатор Новосибирской области Андрей Травников назвал высказывания Хельги циничными.
В августе 2022 года МВД России объявило Пирогову в розыск, у её родственников были проведены обыски.
С 10 мая 2023 года одна из ведущих Новостей на YouTube-канале «Популярная политика».
28 июня 2023 на сессии горсовета Новосибирска приняли решение о лишении Хельги Пироговой депутатского мандата.

## Семья
Дочь Агния (род. 2022).